# Тарзан. Легенда
«Тарзан. Легенда» (англ. The Legend of Tarzan) — приключенческий боевик, снятый по мотивам романов о человеке-обезьяне Тарзане Эдгара Райса Берроуза . В качестве режиссёра выступил Дэвид Йейтс, сценарий написали Адам Козад и Крэйг Брюэр. В главных ролях — Александр Скарсгард, Марго Робби и Сэмюэл Л. Джексон. Премьера в США состоялась 1 июля 2016, в России — 30 июня 2016 года.

## Сюжет
Королю Бельгии Леопольду необходимо поправить свои финансовые дела, он мечтает отхватить кусок Африки. Под прикрытием борьбы с работорговлей и людоедством король посылает капитана Леона Рома за несметными сокровищами Африки. Ром отправляется с солдатами в джунгли Конго и находит вождя Мбонгу. Они заключают сделку: если Леон приведёт ему Тарзана, тот даст ему столько алмазов, сколько Ром пожелает.
Джон Клейтон III, лорд Грейстоук, известный на весь мир как знаменитый человек-обезьяна Тарзан, живёт со своей женой Джейн в Лондоне. Однажды Джон получает через географическое общество приглашение от бельгийского короля Леопольда посетить Конго. Поначалу он отказывается, но американец Джордж Вашингтон Вильямс убеждает Джона отправиться в Африку, чтобы найти доказательства порабощения местного населения. Клейтон не знает, что его приглашение было подстроено Леоном Ромом.
Джон, Джейн и американец прибывают в деревню, где их встречают очень радостно. Но ночью Ром с солдатами нападает на деревню, сжигает её, убивает вождя, безуспешно пытается захватить Тарзана и берет в заложницы его жену. Они уплывают на пароходе. Ром понимает, что Тарзан будет их преследовать, чтоб освободить Джейн.
Тарзан вместе с несколькими юношами племени бросается в погоню, Джордж присоединяется к ним. Они догоняют поезд, освобождают захваченных в рабство африканцев и узнают, что Ром построил в Конго много фортов и проложил железную дорогу. Как только Ром получит драгоценные камни от вождя Мбонго, он наймет огромную армию и поставит Конго на колени.
Тарзан с Джорджем продолжают преследование и встречают обезьян, среди которых он вырос. Обезьяны считают его предателем за то, что Джон покинул лес и стал жить с людьми. Чтобы пройти дальше, Тарзан вступает в бой с самцом, который считается его братом.
Тем временем Джейн сбегает с корабля вместе со своим старым другом. В джунглях они разделяются. Люди Рома настигают её в лесу рядом с семьей обезьян и начинают их расстреливать. Услышав крики Джейн и выстрелы,Тарзан спешит на помощь, но опаздывает. Тогда он, преследуя Рома, попадает во владения вождя Мбонго. Леон Ром уже получил свой сундук с алмазами и поспешно ретируется, не отпуская Джейн. Тарзан вступает в бой с Мбонгой, и выясняется, что он когда-то убил сына вождя за то, что тот убил его приемную мать. На помощь Тарзану приходят обезьяны. Джон объясняет вождю Мбонго, что, если алмазы попадут наемникам короля Бельгии, у того будет армия в 20 тыс. солдат, с помощью которой будет захвачен весь Конго.
Понимая, что самим не справиться, Тарзан со своми черными братьями поднимает всю Африку на помощь. Огромное стадо антилоп гну, буйволов вперемежку со львами и обезьянами нападают на порт, в который вот-вот прибудут бесчисленные корабли с наемной армией. Ром спешит передать алмазы. Тарзан освобождает Джейн и бросается на тонущий корабль за бельгийцем. Там он сражается с Леоном Ромом и побеждает его. Корабли, доставившие солдат, разворачиваются.
Спустя год, благодаря предоставленным Джорджом Вашингтоном Вильямсом документам, цивилизованный мир обсуждает бесчеловечность насаждаемых Бельгией порядков в Конго.
Фильм заканчивается рождением ребёнка у Тарзана и Джейн.

## В ролях
| Актёр               | Роль                                    |
| ------------------- | --------------------------------------- |
| Александр Скарсгард | лорд Грейсток Джон Клейтон III / Тарзан |
| Сэмюэл Л. Джексон   | Джордж Вашингтон Уильямс                |
| Кристоф Вальц       | капитан Леон Ром                        |
| Джимон Хонсу        | вождь Мбонга                            |
| Марго Робби         | Джейн Портер                            |
| Джим Бродбент       | Британский премьер-министр              |
| Каспер Крамп        | майор Керчовер                          |
| Хэдли Фрейзер       | Джон Клейтон II                         |
| Женевьев О'Райли    | Элис Клейтон                            |
| Саймон Расселл Бил  | мистер Фрум                             |
| Рори Дж. Сапер      | юный Тарзан                             |
| Элла Пернелл        | юная Джейн Портер                       |
| Джон Хёрт           | профессор Архимед Портер                |

## Кастинг
7 ноября 2012 было объявлено, что студия рассматривает на главную роль Тома Харди, Генри Кавилла, Чарли Ханнэма и Александра Скарсгарда. 14 ноября 2012 Александр Скарсгард стал основным кандидатом на роль Тарзана, а Сэмюэл Л. Джексон стал рассматриваться на роль Уильямса. 6 марта 2013 Йейтс объявил, что хотел бы, чтобы Джейн Портер сыграла Джессика Честейн. 26 сентября 2013 Кристоф Вальц стал вести переговоры по поводу роли злодея в фильме — капитана Рома. Студия в качестве кандидаток на роль Джейн Портер рассматривала Марго Робби и Эмму Стоун. 11 декабря 2013 Сэмюэл Л. Джексон подписал контракт на съёмки в фильме в роли Уильямса. 18 января 2014 стало известно, что Марго Робби сыграет Джейн в фильме. 4 июня 2014 Джимон Хонсу получил роль вождя Мбонгу.

## Съёмки
Съёмки начались 30 июня 2014 в Великобритании на киностудии Warner Bros. Studios, Leavesden и завершились 3 октября того же года.